# Collegio uninominale Trentino-Alto Adige - 03 (Camera dei deputati 2017)
Il collegio elettorale uninominale Trentino-Alto Adige - 03 è stato un collegio elettorale uninominale della Repubblica Italiana per l'elezione della Camera tra il 2017 ed il 2022.

## Territorio
Come previsto dalla legge elettorale italiana del 2017, il collegio era stato definito tramite decreto legislativo all'interno della circoscrizione Trentino-Alto Adige/Südtirol.
Era formato dal territorio di 54 comuni: Badia, Barbiano, Braies, Brennero, Bressanone, Brunico, Campo di Trens, Campo Tures, Castelrotto, Chienes, Chiusa, Corvara in Badia, Dobbiaco, Falzes, Fiè allo Sciliar, Fortezza, Funes, Gais, La Valle, Laion, Luson, Marebbe, Monguelfo-Tesido, Naz-Sciaves, Nova Levante, Nova Ponente, Ortisei, Perca, Ponte Gardena, Predoi, Racines, Rasun-Anterselva, Renon, Rio di Pusteria, Rodengo, San Candido, San Lorenzo di Sebato, San Martino in Badia, Santa Cristina Valgardena, Selva dei Molini, Selva di Val Gardena, Sesto, Terento, Tires, Val di Vizze, Valdaora, Valle Aurina, Valle di Casies, Vandoies, Varna, Velturno, Villabassa, Villandro, Vipiteno.
Il collegio era quindi interamente compreso nella provincia autonoma di Bolzano.
Il collegio era parte del collegio plurinominale Trentino-Alto Adige - 01.

## Eletti
| Elezione | Elezione | Deputato       | Partito                |
| -------- | -------- | -------------- | ---------------------- |
|          | 2018     | Renate Gebhard | Südtiroler Volkspartei |

## Dati elettorali

### XVIII legislatura
Come previsto dalla legge elettorale, 232 deputati erano eletti con sistema a maggioranza relativa in altrettanti collegi uninominali a turno unico.
| Candidati              | Candidati                | Voti    | %     | Liste                    | Voti   | %     |
| ---------------------- | ------------------------ | ------- | ----- | ------------------------ | ------ | ----- |
|                        | Renate Gebhard ✔️ Eletto | 54 665  | 64,98 | Südtiroler Volkspartei   | 54 665 | 64,98 |
|                        | Cristina Barchetti       | 9 191   | 10,93 | Lega                     | 5 556  | 6,60  |
| Forza Italia           | Cristina Barchetti       | 9 191   | 10,93 | 2 810                    | 3,34   |       |
| Fratelli d'Italia      | Cristina Barchetti       | 9 191   | 10,93 | 651                      | 0,77   |       |
| Noi con l'Italia - UDC | Cristina Barchetti       | 9 191   | 10,93 | 174                      | 0,21   |       |
|                        | Verena Weinert           | 7 949   | 9,45  | Movimento 5 Stelle       | 7 949  | 9,45  |
|                        | Mario Cappelletti        | 5 770   | 6,86  | Partito Democratico      | 4 724  | 5,62  |
| +Europa                | Mario Cappelletti        | 5 770   | 6,86  | 585                      | 0,70   |       |
| Italia Europa Insieme  | Mario Cappelletti        | 5 770   | 6,86  | 386                      | 0,46   |       |
| Civica Popolare        | Mario Cappelletti        | 5 770   | 6,86  | 75                       | 0,09   |       |
|                        | Markus Frei              | 4 061   | 4,83  | Liberi e Uguali          | 4 061  | 4,83  |
|                        | Reinhold Harasser        | 909     | 1,08  | Partito Valore Umano     | 909    | 1,08  |
|                        | Johann Gruber            | 845     | 1,00  | Il Popolo della Famiglia | 845    | 1,00  |
|                        | Michael Sini             | 472     | 0,56  | CasaPound                | 472    | 0,56  |
|                        | Annamaria Lorenzini      | 258     | 0,31  | Potere al Popolo!        | 258    | 0,31  |
| Totale                 | Totale                   | 84 120  | 100   |                          | 84 120 | 100   |
|                        |                          |         |       |                          |        |       |
| Voti non validi        | Voti non validi          | 10 748  | 11,33 |                          |        |       |
| Votanti                | Votanti                  | 94 868  | 67,04 |                          |        |       |
| Elettori               | Elettori                 | 141 499 |       |                          |        |       |